# Buborékok (film)
A Buborékok 1983-ban bemutatott magyar tévéfilm, amit Léner Péter adaptált filmvászonra Csiky Gergely azonos című színművéből.

## Cselekmény
Szidónia, a Solmay-ház úrnője úgy tekint az életre, hogy a családi boldogság legfőbb feltétele, ha a férj a feleség minden kívánságát teljesíti. Solmay igyekszik is megfelelni ennek az elvárásnak, és próbál mindent megadni – előbb az asszonynak, majd a gyerekeinek, később azok kérőinek, és lassanként egy sor más haszonlesőnek is, akik a pénzszagot érezve körülrajzzák. Anyagilag azonban apránként az összeomlás szélére kerül, és egyre inkább elkerülhetetlennek látszik a teljes anyagi csőd.

## Közreműködők

### Szereplők
- Körmendi János – Solmay Ignác
- Psota Irén – Solmayné
- Egri Márta – Solmay Szerafina, Rábay neje
- Incze József – Solmay Róbert
- Kovács Titusz – Solmay Béla
- Benedek Miklós – Rábay Miklós
- Vándor Éva – Solmay Aranka
- Markovits Bori – Solmay Gizella
- Csákányi László – Morosán Demeter
- Szatmári György – Morosán Tamás, Demeter fia
- Pásztor Erzsi – özvegy Szereczkyné
- Balázs Péter – Chupor Aladár magánzó
- Kaló Flórián – Hámor
- Kállai Bori – Malvin, Hámor neje
- Miklósy György – Dr. Gombos, ügyvéd
- Dunai Tamás – Adolf
- Mikó István – Bangó, kereskedősegéd
- Bálint Mária –
- Bősze György –
- Némedi Mária –

### Alkotók
- Rendező: Léner Péter
- Író: Csiky Gergely
- Zeneszerző: Tamássy Zdenkó
- Operatőr: Ráday Mihály
- Dramaturg: Aczél János
- Látványtervező: Jánosa Lajos
- Jelmeztervező: Wieber Marianna

## Kritikák, ismertetések a filmről
- Albert Mária (összeáll.): A lányrablástól az elfelejtett atomtitkokig – Buborékok Új Tükör, 20. évfolyam, 25. szám (1983. június 19.), 36-37. oldal
- V. M.: A tévé képernyője előtt – Buborékok Szolnok Megyei Néplap, 34. évfolyam, 199. szám (1983. augusztus 24.), 5. oldal
- Gyurkó Géza: Egy hét… a képernyő előtt – Buborékok Népújság, 34. évfolyam, 198. szám (1983. augusztus 23.), 4. oldal
- Buborékok Pesti Műsor, 32. évfolyam, 33. szám (1983. augusztus 17.), 73. oldal
- Ungvári Tamás: A harmadik csatorna Film Színház Muzsika, 27. évfolyam, 35. szám (1983. augusztus 27.), 22-23. oldal